# Ligaba
Ligaba (amharisch ሊጋባ) war einer der höchsten Würdenträger am Hof des Kaisers von Äthiopien. 
Im 15. Jahrhundert erfüllte der Ligaba die Funktion des Zeremonienmeisters. Später gab man dem Ligaba mehr Verantwortung. Er erteilte dann auch Befehle an die Oberkommandierenden der Streitkräfte. Lange Zeit konnte nur der Kaiser einen Ligaba ernennen, der als Vertrauensperson des Monarchen für verschiedene Angelegenheiten am Hof, im Staat und in der Armee verantwortlich war. Traditionsgemäß galt der Ligaba, vergleichbar einem Lord Chamberlain of the Household, als eine der ehrenvollsten und wichtigsten Würdenträgerpositionen am Kaiserhof. Einem Ligaba stand der militärische Rang eines Dejazmach zu.